# Homalium rufescens
Homalium rufescens là một loài thực vật thuộc họ Salicaceae. Đây là loài đặc hữu của Nam Phi.